# Martin Verkerk
Martin Verkerk (Leiderdorp, 31. listopada 1978.), nizozemski tenisač.
Najveći uspjeh mu je finale Roland Garrosa 2003. godine. U finalu je izgubio od Juana Carlosa Ferrera (1–6, 3–6, 2–6). Osvojio je dva turnira: Milano 2003. i Amersfoort 2003. godine. Na Grand Slam turnirima nikad nije dolazio dalje od trećeg kola izuzev tog finala. Karijeru su mu označile česte ozljede, pa je to vjerojatno jedan od razloga slabih rezultata.